# Yukio Yashiro
Yukio Yashiro (矢代幸雄, Yashiro Yukio, 1890-1975) est un universitaire japonais, historien de l'art, spécialiste de Botticelli et directeur de l'institut pour la recherche sur l'art à Tokyo.
En 1960, il est directeur fondateur du musée d'art japonais (Yamato Bunkakan) à Nara. Ce musée d'art asiatique est créé pour conserver et exposer la collection privée de la Kintetsu Corporation (Kinki Nippon Railway Co., Ltd.).

## Honneurs
- Médaille Charles Lang Freer, 15 septembre 1965[3].

## Ouvrages (sélection)
Dans un aperçu statistique relatif aux écrits de et sur Yukio Yashiro, OCLC/WorldCat recense environ 100+ titre, plus de 100 publications en 7 langues et plus de 1000 fonds de bibliothèque. 
Les travaux de Yashiro les plus souvent conservés comprennent :
- 2000 years of Japanese Art; 5 éditions publiées en 1958 en anglais et conservées par 680 bibliothèques dans le monde[4]
- Sandro Botticelli and the Florentine Renaissance; 4 éditions publiées en 1929 en anglais et conservées par 197 bibliothèques dans le monde[4]
- Art treasures of Japan; 1 édition publiée en 1960 en anglais et conservées par 168 bibliothèques dans le monde[4]
- Sandro Botticelli; 2 éditions publiées en 1925 en anglais et conservées par 138 bibliothèques dans le monde[4]
- 日本美術の特質 by 矢代幸雄; 8 éditions publiées entre 1943 et 1965 en japonais et conservées par 41 bibliothèques dans le monde[4]
- The Avery Brundage Collection of Asian Art: M. H. de Young Memorial Museum, San Francisco; 1 édition publiée en 1966 en anglais et conservée par 26 bibliothèques dans le monde[4]
- Japanische Kunst; 4 éditions publiées en 1958 en allemand et conservées par 22 bibliothèques dans le monde[4]
- 水墨画 by 矢代幸雄; 5 éditions publiées entre 1969 et 1977 en japonais et conservées par 20 bibliothèques dans le monde[4]
- 東洋美術論考; 3 éditions publiées en 1942 en japonais t conservées par 20 bibliothèques dans le monde[4]
- 世界に於ける日本美術の位置; 5 éditions publiées entre 1935 et 1988 en japonais et conservée dans 19 bibliothèques dans le monde[4].